# La leona de Castilla
La leona de Castilla és una pel·lícula espanyola de drama històric estrenada en 1951, dirigida per Juan de Orduña i protagonitzada en el paper estelar per Amparo Rivelles.
Està basada en l'obra teatral dramàtica en vers de Francisco Villaespesa.

## Argument
Després de la seva derrota a la batalla de Villalar, Juan de Padilla cap dels comuners, és executat per decapitació al costat de Juan Bravo i Francisco Maldonado en presència de la seva esposa María de Pacheco i el seu fill. Després d'això juren, davant el Consell de la ciutat de Toledo, venjar la seva mort i continuar la guerra contra Carles I. Ella és una dama castellana d'alta nissaga, de salut fràgil però fort de caràcter que reacciona de manera heroica i participa en perillosos combats contra la tirania del rei Carles I, convertint-se en la Lleona de Castella, símbol de les llibertats populars oprimides.

## Repartiment
- Amparo Rivelles com María de Pacheco
- Virgílio Teixeira com Pedro de Guzmán (Duc de Medina Sidonia)
- Alfredo Mayo com Manrique
- Manuel Luna com Ramiro
- Eduardo Fajardo com Tovar
- Rafael Romero Marchent com Juan de Padilla fill
- Antonio Casas com Juan de Padilla
- Laly del Amo com Doña Isabel
- María Cañete com Serventa de María de Pacheco
- Nicolás D. Perchicot com capellà en execució
- Teófilo Palou com Francisco Maldonado
- Alberto Romea com Arquebisbe
- Domingo Rivas com Noble toledano
- Santiago Rivero com Líder de los Imperiales
- Manuel Arbó com Noble toledano
- Francisco Pierrá com Noble toledà
- José Jaspe com Juan Bravo
- Jesús Tordesillas com Don López
- Faustino Bretaño
- Adriano Domínguez
- Miguel Pastor
- Arturo Marín
- Antonio Riquelme
- Germán Cobos